# Final Cut Studio
Final Cut Studio was een pakket voor professionele videobewerking dat gemaakt was door Apple. Het was beschikbaar voor Mac OS X en maakte gebruik van het niet-lineair bewerkingssysteem.

## Inhoud
- Final Cut Pro 6, videobewerkingsprogramma
- Motion 3, animatieprogramma
- Soundtrack Pro 2, audiobewerkingsprogramma
- Color
- Compressor 3
- DVD Studio Pro 4, decodeer-, bewerk- en brandprogramma voor dvd's

## Geschiedenis
Versie 1 bestond uit Final Cut Pro, Soundtrack Pro, Motion en DVD Studio Pro. In het begin van 2007 is Final Cut Studio 2 uitgebracht.
Op 21 juni 2011 hield Final Cut Studio op te bestaan. Op Motion en Compressor na werden alle programma’s uit de Studio immers gecombineerd tot Final Cut Pro X, versie 10.0.